# Knud Børge Martinsen
Pour les articles homonymes, voir Martinsen.
Knud Børge Martinsen (30 novembre 1905 - 25 juin 1949) est un officier danois, collaborateur de l'Allemagne nazie pendant la Seconde Guerre mondiale. Il a été le quatrième commandant du Corps franc danois. 

## Biographie
Fils du tailleur Hans Kristian Martinsen et de son épouse Ottilia Marie Poulsen, Knud Børge Martinsen est né à Sandved en 1905. Il rentre dans l'armée en 1928 et, après dix ans de service, devient officier avec le grade de capitaine-lieutenant. En 1940, il suit des cours d'état-major au palais de Frederiksberg, espérant une carrière prometteuse. 
L'occupation du Danemark le 9 avril 1940 fut un choc pour lui. Cependant, le 26 avril 1940, il rejoignit le Parti national-socialiste des travailleurs danois (DNSAP) et participa à plusieurs manifestations en uniforme qui furent suivies sur ses papiers militaires et empêcha ainsi un autre changement de carrière. Il démissionna donc et rejoignit la Waffen-SS en commandant la 2e compagnie de Corps franc danois dirigée par Christian Peder Kryssing et la 4e compagnie dirigée par Christian Frederik von Schalburg. Il fut à plusieurs reprises commandant temporaire de l'unité durant l'année 1942. Il fut ensuite transféré dans le SS-Panzergrenadier-Regiment 24 Danmark, unité de la 11e SS-Freiwilligen-Panzergrenadier-Division Nordland.   
Le 28 juillet 1943, Martinsen quitte son commandement et rentre au Danemark pour constituer et commander le corps Schalburg en tant qu'unité de recrutement pour la Waffen-SS. En octobre 1944, il fut relevé de ses fonctions puis arrêté et emprisonné à la prison de la Gestapo à Berlin. Peu après son transfert au Sicherheitsdienst, il en profite pour s'échapper et rejoindre le Danemark. 
Le 5 mai 1945, Martinsen est arrêté à son domicile pour son implication dans le corps Schalburg et pour deux meurtres. L'un des meurtres a été la fusillade de mars 1944 au siège du corps, au cours duquel l'un de ses collègues, Fritz Henning Tonnies von Eggers, est assassiné par balles. Martinsen était soupçonné d'avoir commis l'adultère avec son épouse. 
Il a été condamné à mort et exécuté le 25 juin 1949 à 01 h 00 du matin par un peloton d'exécution à Copenhague. 

## Promotions
| Rang                   | Armée                  | Date              |
| ---------------------- | ---------------------- | ----------------- |
| Premier lieutenant     | Forces armées danoises | 1er novembre 1933 |
| Capitaine-lieutenant   | Forces armées danoises | 1er avril 1939    |
| SS-Hauptsturmführer    | Waffen-SS              | 1er mai 1942      |
| SS-Sturmbannführer     | Waffen-SS              | 21 juin 1942      |
| SS-Obersturmbannführer | Waffen-SS              | 18 février 1943   |